# Shuangta
Shuangta (en chino, 双塔; pinyin, Shuāngtǎ; literalmente, ‘par de torres’) es un distrito urbano bajo la administración directa de la Prefectura Chaoyang  en la Provincia de Liaoning, República Popular China.  Su área es de 501 km² y su población total para 2010 superó los 400 mil habitantes. 

## Administración
Desde julio de 2023, el  Distrito Shuangta  se divide en 13 pueblos que se administran en 9 subdistritos, 3   poblados y 1 villa.